# A.SK Social Science Award
Der A.SK Social Science Award ist eine mit 200.000 US$ dotierte Auszeichnung, die das Wissenschaftszentrum Berlin für Sozialforschung (WZB) seit 2007 alle zwei Jahre verleiht. Der Preis würdigt sozialwissenschaftliche Arbeiten, die einen wichtigen Beitrag zu politischen und wirtschaftlichen Reformen geleistet haben. Er zählt zu den weltweit höchstdotierten Auszeichnungen in den Sozialwissenschaften.

## Geschichte
Der Preis wurde vom chinesischen Unternehmerpaar Shu Kai und Angela Chan gestiftet, die eine Stiftung mit einem Startkapital von 6 Mio. US$ gegründet haben. Der Name des Preises enthält die Initialen des Paares. Ursprünglich betrug das Preisgeld 100.000 US$, seit 2019 sind es 200.000 US$. Der Preisträger wird von einer internationalen Auswahlkommission ausgewählt, unter deren Mitgliedern Kurt Biedenkopf, Ralf Dahrendorf, Wolfgang Merkel und Klaus Töpfer waren und die seit 217 von Dorothea Kübler geleitet wird. Der erste Preisträger war der britische Ökonom Anthony Atkinson, der für seine Forschungen über soziale Ungleichheit geehrt wurde. Außerdem wurden bis 2021 aus dem Stiftungsvermögen zwanzig Fellowships für Postdocs vergeben.

## Preisträger
- 2007: Sir Anthony Atkinson, Ökonom
- 2009: Martha Nussbaum, Philosophin
- 2011: Transparency International, Nichtregierungsorganisation
- 2013: Paul Collier, Ökonom
- 2015: Esther Duflo, Ökonomin
- 2017: John Ruggie, Politikwissenschaftler
- 2019: Raj Chetty, Ökonom
- 2021: James C. Scott, Sozialwissenschaftler
- 2023: Daron Acemoğlu, Ökonom